# Jeong Hyuk
Đây là một tên người Triều Tiên, họ là Jeong.
Jeong Hyuk (tiếng Hàn: 정혁; Hanja: 鄭赫; sinh ngày 21 tháng 5 năm 1986) là một cầu thủ bóng đá Hàn Quốc. Hiện tại anh thi đấu cho đội bóng K League 1 Jeonbuk Hyundai Motors.